# Ruadan
Ruadan – w iryjskiej mitologii syn bogini Brigid i Bresa.
W czasie drugiej bitwy pod Magh Tuireadh został wysłany na zwiad do boga Goibniu, który zajęty był wytwarzaniem oszczepów dla Tuatha De Danann. Ruadan chwycił jeden z oszczepów by przekłuć nim boga-kowala. Ten wyrwał drzewiec z rany i zadał nim cios Ruadanowi, który okazał się dla niego śmiertelny. Bogini Brigid przybyła na pole bitwy, żeby opłakiwać syna, a jej szlochanie było pierwszym żałobnym trenem Irlandii według podań ludowych.